# فونستون (جورجيا)
فونستون (بالإنجليزية: Funston, Georgia)‏ هي بلدة تقع في مقاطعة كولكويت، جورجيا بولاية جورجيا في الولايات المتحدة. تبلغ مساحتها 3 (كم²)، وترتفع عن سطح البحر 107 م، بلغ عدد سكانها 426 نسمة في عام 2000 حسب إحصاء مكتب تعداد الولايات المتحدة وتصل الكثافة السكانية فيها 142 نسمة/كم2.

## وصلات خارجية
- The US50 - Cities and Towns in Georgia State
- Georgia Cities and Towns, Facts, Map, Flag, Colleges, Government, and More